# Славуј (бајка)
Славуј (дан. Nattergalen) је уметничка бајка коју је написао дански писац Ханс Кристијан Андерсен. На српски језик преведена је и под насловом Царев славуј.  Радња смештена у древну Кину, прича о пријатељству између цара и славуја. Ова популарна бајка често се изводи у позориштима за децу и луткарским позориштима и намењена је деци предшколског и млађег школског узраста. Шездесетих година 20. века снимљено је и аудио издање на српском језику. Грамофонску плочу објавила је Продукција грамофонских плоча Радио-телевизије Београд (касније ПГП РТС).
Андерсенове бајке у српским основним школама су у програму лектире за 2. разред.

## О бајци
Славуј је бајка чија се радња одвија у царској палати у древној Кини. Андерсенове бајке углавном имају срећан завршетак, али је код ове крај непредвидив, мало друкчији, чак можда и праведнији у односу на друге његове бајке. Тема дела је живота славуја код охолог цара, у изобиљу, али и заробљеништву. На крају славуј добија своју слободу, а цар схвата да мора да промени свој однос према славују — уметнику.

## Радња
Бајка започиње тако што до кинеског цара стижу приче о невероватној птичици, малом славују предивног гласа. Цар шаље свог министра како би пронашао славуја и донео му га у палату. Предивна славујева песма расплакала је цара, који је одлучио да задржи птицу. Славуј је на двору имао све што пожели, али није имао оно најважније – своју слободу. Свакога дана док би излазио у врт, славуја су пратиле слуге, а његове ноге биле су завезане тракама како не би могао да одлети.
После неког времена цар је добио на поклон механичку златну птицу која је могла да пева, па је решио да му славуј више није потребан. Лепа је била песма овог славуја, али увек иста. Прави славуј, више нецењен, излетео је из палате док нико није гледао. Цар је вештачког славуја ставио крај своје постеље, а правог прогнао због његовог дезертерства. Вештачка птица је певала цару да га успава сваке ноћи док јој се зупчаници нису истрошили. Када је поправљена могла је певати само једном годишње.
Пет година касније цар се разболео, а једне ноћи Смрт му је села на груди, показујући му дела из прошлости. Цар је пожелео да вештачки славуј певајући отера непријатне успомене, али је овај ћутао. Онда је кроз прозор одјекнула песма правог славуја. Славуј није био злопамтило и опростио је цару што се ружно понео према њему. Песма је повратила царево здравље и наговорила Смрт да га остави на миру. Славуј је одбио да поново буде гост у палати, али се понудио да дође и сваки дан пева о свему што је видео у краљевству, ако се цар сложи да ово међу њима остане тајна. Више од свега желео је да буде слободан, а живот с незахвалним царем за њега није значио испуњени живот.